# Pachnobia alpina
Pachnobia alpina là một loài bướm đêm trong họ Noctuidae.